# الدوري النرويجي الممتاز 2017
الدوري النرويجي الممتاز 2017 (بالنرويجية: Eliteserien i fotball for menn 2017)‏ هو موسم من الدوري النرويجي الممتاز. شارك فيه  16 فريقاً، وفاز فيه نادي روسنبورغ.